# Idomene parasimulans
Idomene parasimulans is een eenoogkreeftjessoort uit de familie van de Pseudotachidiidae. De wetenschappelijke naam van de soort is voor het eerst geldig gepubliceerd in 1967 door Médioni & Soyer.